# Terminal Matellini
El terminal Matellini es la estación terminal sur del Metropolitano en Lima. Está ubicada en la intersección de prolongación Paseo de la República con avenida Matellini, en el distrito de Chorrillos. Está rodeada por una zona comercial y residencial.
Cuenta con cicloparqueaderos con módulos de reparación.

## Accesos
La estación cuenta con dos zonas de embarque (para servicios troncales y rutas alimentadoras) separadas por el cruce de las avenida Matellini, pero están conectadas a través de una pasarela aérea. Los ingresos peatonales están a los costados de la intersección. Es accesible para personas discapacitadas o con movilidad reducida ya que cuenta con rampas, escaleras mecánicas.

## Servicios

### Troncales
| Servicio troncal | Indicador | Lunes a viernes                          | Lunes a viernes                                                   | Sábado                                                            | Sábado                                                            | Domingo                                  | Domingo                                  |
| Servicio troncal | Indicador | Norte a Sur                              | Sur a Norte                                                       | Norte a Sur                                                       | Sur a Norte                                                       | Domingo                                  | Domingo                                  |
| Servicio troncal | Indicador | Norte a Sur                              | Sur a Norte                                                       | Norte a Sur                                                       | Sur a Norte                                                       | Norte a Sur                              | Sur a Norte                              |
| ---------------- | --------- | ---------------------------------------- | ----------------------------------------------------------------- | ----------------------------------------------------------------- | ----------------------------------------------------------------- | ---------------------------------------- | ---------------------------------------- |
| Regular          | Regular C | 10:00 - 23:00 (estación inicial y final) | 10:00 - 23:00 (estación inicial y final)                          | 05:00 - 23:00 (estación inicial y final)                          | 05:00 - 23:00 (estación inicial y final)                          | 05:00 - 22:00 (estación inicial y final) | 05:00 - 22:00 (estación inicial y final) |
| Expreso          | Expreso 1 | 05:30 - 21:00 (estación final)           | 05:00 - 21:00 (estación inicial)                                  | 06:30 - 21:00 (estación final)                                    | 06:00 - 21:00 (estación inicial)                                  | 06:30 - 21:00 (estación final)           | 06:00 - 21:00 (estación inicial)         |
| Expreso          | Lechucero | Sin Servicio                             | (Solo Viernes y Sabados) 23:30 - 04:00 (estación inicial y final) | (Solo Viernes y Sabados) 23:30 - 04:00 (estación inicial y final) | (Solo Viernes y Sabados) 23:30 - 04:00 (estación inicial y final) | Sin Servicio                             | Sin Servicio                             |

### Alimentadores
| Código | Nombre               | Embarque |
| ------ | -------------------- | -------- |
| AS-02  | Cedros de Villa      | 1        |
| AS-04  | Villa El Salvador    | 4        |
| AS-07  | América              | 11       |
| AS-08  | Los Próceres         | 14       |
| AS-10  | Circuito de Playas I | 16       |